# 16 век
16 век започва на 1 януари 1501 г. и свършва на 31 декември 1600 г.

## Събития
- Започва „Малката ледена епоха“.
- Започва да се използва днешният знак за корен квадратен.
- Испания присъединява Навара (1512).
- Първото околосветско плаване с кораб е осъществено от експедицията на Фернандо Магелан. Само един кораб се завръща. (1522)
- Османската империя достига своя зенит по времето на Сюлейман I Великолепни (управлявал от 1520 – 66). Кралство Унгария е отслабено след многобройни нападения, а войници от Османската империя директно нападат Хабсбургската империя и обсаждат Виена, но не успяват да я превземат през 1529 г.
- Николай Коперник публикува теорията, че Земята и другите планети се въртят около Слънцето.
- Люблинска уния между кралство Полша и велико княжество Литва (1569) - поява на Жеч Посполита.
- Френски религиозни войни (1562 - 1598), завършили с Нантския едикт на крал Анри IV.
- Разгром на Непобедимата армада (огромен флот на испанския крал Филип II) от англичаните (1588 г.).

## Личности
- Микеланджело Буонароти, италиански художник и скулптор (1475 – 1564)
- Томас Мор, английски политик и писател (1478 – 1535)
- Мартин Лутер, германски реформатор (1483 – 1546)
- Ернан Кортес, испански конкистадор (1485 – 1547)
- Хенри VIII, крал на Англия и основател на англиканската църква (1491 – 1547)
- Франсоа I, крал на Франция, смятан за първия ренесансов монарх на своята държава (1494 – 1547)
- Сюлейман Великолепни, султан на Османската империя, завоевател и реформатор на законите (1494 – 1566)
- Карл V, император на Свещената римска империя и първи крал на Испания. Почти през цялото време е в конфликт с Франция и Османската империя, докато насърчава испанската колонизация в Америка. (1500 – 58)
- Филип II, крал на Испания, самообявил се за водач на контрареформацията. (1527 – 98)
- Елизабет I, кралица на Англия и централна фигура в Елизабетинската епоха (1533 – 1603)
- Мигел де Сервантес, испански писател (1547 – 1616)
- Анри IV, крал на Франция и Навара, сложил край на френските религиозни войни и обединил кралството отново. (1553 – 1610)
- Уилям Шекспир, английски писател (1564 – 1616)